# غراسي أوتو
غراسي أوتو (بالإنجليزية: Gracie Otto)‏ هي كاتبة سيناريو ومخرجة وممثلة أسترالية، ولدت في 23 مايو 1987 بسيدني في أستراليا.

## وصلات خارجية
- غراسي أوتو على موقع IMDb (الإنجليزية)
- غراسي أوتو على موقع ألو سيني (الفرنسية)
- غراسي أوتو على موقع أول موفي (الإنجليزية)
- غراسي أوتو على موقع قاعدة بيانات الفيلم (الإنجليزية)
- غراسي أوتو على موقع كينوبويسك (الروسية)